# Сборная Эстонии по биатлону
Сборная Эстонии по биатлону — эстонская национальная команда по биатлону. С апреля 2016 года её возглавляет финский специалист Илкка Луттунен, которому помогает известный в прошлом эстонский биатлонист Индрек Тобрелутс. Вскоре известный в прошлом эстонский биатлонист сменил иностранного специалиста у руля сборной.

## Медали и призовые места на этапах Кубка мира (с 1991/92)
| Сезон     | Место проведения | Вид гонки                    | Дата            | Место | Спортсмен                                          |
| ЧМ-1992   | Новосибирск      | Команда                      | 12 февраля 1992 | 3     | Айво Удрас Урмас Калдвеэ Хиллар Захкна Калью Оясте |
| 1998-1999 | Холменколен      | Масс-старт                   | 13 марта 1999   | 3     | Индрек Тобрелутс                                   |
| 2009-2010 | Поклюка          | Гонка преследования          | 20 декабря 2009 | 2     | Роланд Лессинг                                     |
| 2019-2020 | Поклюка          | Одиночная смешанная эстафета | 26 января 2020  | 2     | Рене Захна Регина Оя                               |

Лучшим результатом на Кубках мира по биатлоном для эстонцев является второе место Роланда Лессинга в гонке преследования на этапе словенской Поклюке. Спустя десять с лишним лет достижение повторили Рене Захна и Регина Оя в одиночной смешанной эстафете, которая также прошла в Поклюке.

## Олимпийские игры
Среди эстонских биатлонистов лучшее достижение на Олимпийских играх принадлежит Кристе Лепик. На Олимпиаде в Альбервилле он заняла 11-е место в индивидуальной гонке. Среди мужчин самое высокое место занимал Айво Удрас. На играх Лилехаммере он был 16-м в индивидуальное гонке. В эстафетах эстонцы лишь раз поднимались в «десятку» на Олимпиадах. В 1992 году женское трио в составе Елены Поялковой, Эвели Петерсон и Кристи Лепик заняли 9-е место.

## Скандалы
- Биатлонистка Кадри Лехтла решила начать сезон 2011/2012 в кубке IBU[4]. Потом оказалось, что это было вызвано из-за разногласий с главным тренером Марисом Чакарсом. В одном из интервью спортсменка назвала специалиста полутираном и сравнила его с фюрером. На это заявления Чакарс иронично ответил: «Я не полуфюрер. Моё имя не Адольф, а Марис»[5]. Позже конфликт был исчерпан и Лехтла стала лидером сборной.